# Poggio (Avigliano)
Il quartiere Poggio è uno dei quartieri della città di Avigliano situato nella provincia di Potenza, in Basilicata. Di via Roma si ricorda in quanto vi abitava il brigante Ninco Nanco.

## Storia
Del quartiere si ha traccia nel XVII secolo, la Porta Poggio che delimitava parte del luogo venne poi demolita. Ancora oggi si osservano palazzi settecenteschi con portali in pietra e cortili chiusi da loggette.

## Galleria d'immagini

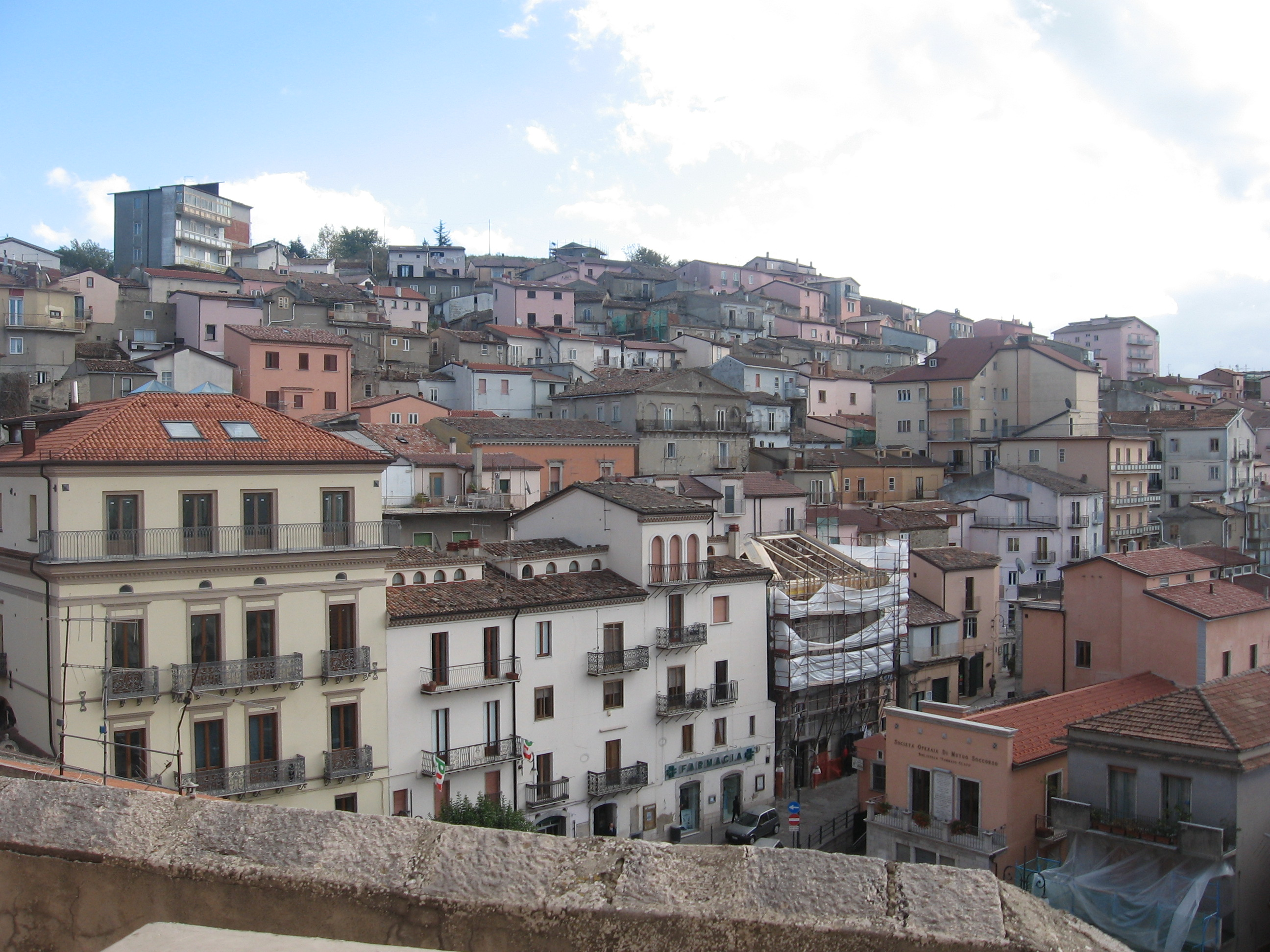